# Atletism la Jocurile Olimpice de vară din 1984 - Aruncarea discului (feminin)
Proba feminină de aruncare a discului de la Jocurile Olimpice de vară din 1984 a avut loc în perioada 10-11 august 1984 pe Los Angeles Memorial Coliseum.

## Recorduri
Înaintea acestei competiții, recordurile mondiale și olimpice erau următoarele:
| Record  | Atletă                 | Rezultat | Loc                          | Data          |
| ------- | ---------------------- | -------- | ---------------------------- | ------------- |
| Mondial | Galina Savinkova (URS) | 73,26 m  | Leselidse, Uniunea Sovietică | 22 mai 1983   |
| Olimpic | Evelin Schlaak (GDR)   | 69,96 m  | Moscova, Uniunea Sovietică   | 1 august 1980 |

## Rezultate

### Calificări
S-a calificat în finală orice atletă care a reușit o aruncare de cel puțin 55 m respectiv cele mai bune 12 atlete.

#### Grupa A
| Loc | Atletă                 | Țară                       | 1     | 2     | 3     | Distanță |
| --- | ---------------------- | -------------------------- | ----- | ----- | ----- | -------- |
| 1   | Ria Stalman            | Olanda                     | 58,28 | –     | –     | 58,28    |
| 2   | Florența Crăciunescu   | România                    | x     | 57,84 | –     | 57,84    |
| 3   | Ulla Lundholm          | Finlanda                   | 56,44 | –     | –     | 56,44    |
| 4   | Leslie Deniz           | Statele Unite ale Americii | 56,24 | –     | –     | 56,24    |
| 5   | Gael Martin            | Australia                  | 55,38 | –     | –     | 55,38    |
| 6   | Vanissa Head           | Marea Britanie             | 48,92 | 55,24 | –     | 55,24    |
| 7   | Jiao Yunxiang          | China                      | 54,70 | 53,42 | 53,38 | 54,70    |
| 8   | Margaritha van Heerden | Zimbabwe                   | 45,74 | 50,54 | 50,52 | 50,54    |
| 9   | Marlene Lewis          | Jamaica                    | 46,26 | 49,00 | x     | 49,00    |

#### Grupa B
| Loc | Atletă            | Țară                       | 1     | 2     | 3     | Distanță |
| --- | ----------------- | -------------------------- | ----- | ----- | ----- | -------- |
| 1   | Ingra Manecke     | Germania de Vest           | 56,20 | –     | –     | 56,20    |
| 2   | Meg Ritchie       | Marea Britanie             | 50,20 | 56,00 | –     | 56,00    |
| 3   | Patricia Walsh    | Irlanda                    | 52,54 | x     | 54,42 | 54,42    |
| 4   | Laura DeSnoo      | Statele Unite ale Americii | 53,14 | 53,76 | 51,40 | 53,76    |
| 5   | Lorna Griffin     | Statele Unite ale Americii | 53,16 | x     | 53,34 | 53,34    |
| 6   | Carmen Ionesco    | Canada                     | x     | 52,28 | x     | 52,28    |
| 7   | Agathe Ngo Nack   | Camerun                    | x     | 38,32 | x     | 38,32    |
| 8   | Christine Bechard | Mauritius                  | x     | 37,94 | 37,54 | 37,94    |

### Finala
| Loc | Atletă               | Țară                       | 1     | 2     | 3     | 4             | 5             | 6             | Distanță |
| --- | -------------------- | -------------------------- | ----- | ----- | ----- | ------------- | ------------- | ------------- | -------- |
| 1   | Ria Stalman          | Olanda                     | 64,50 | 61,16 | 63,70 | 64,28         | 63,64         | 65,36         | 65,36    |
| 2   | Leslie Deniz         | Statele Unite ale Americii | 62,46 | x     | 63,36 | 62,60         | 64,86         | x             | 64,86    |
| 3   | Florența Crăciunescu | România                    | 60,68 | 61,42 | 62,96 | 62,08         | 63,64         | x             | 63,64    |
| 4   | Ulla Lundholm        | Finlanda                   | 62,84 | x     | 54,92 | 55,94         | 59,72         | 54,04         | 62,84    |
| 5   | Meg Ritchie          | Marea Britanie             | x     | 55,36 | 57,66 | 61,76         | 62,58         | 60,40         | 62,58    |
| 6   | Ingra Manecke        | Germania de Vest           | 51,66 | 56,22 | x     | 53,20         | x             | 58,56         | 58,56    |
| 7   | Vanissa Head         | Marea Britanie             | x     | 55,56 | 58,18 | x             | 55,84         | 55,88         | 58,18    |
| 8   | Gael Martin          | Australia                  | 55,88 | 55,38 | 54,34 | 54,94         | 55,70         | 53,08         | 55,88    |
| 9   | Patricia Walsh       | Irlanda                    | 55,38 | 51,80 | 53,32 | Nu au avansat | Nu au avansat | Nu au avansat | 55,38    |
| 10  | Laura DeSnoo         | Statele Unite ale Americii | 53,74 | 54,84 | 53,88 | Nu au avansat | Nu au avansat | Nu au avansat | 54,84    |
| 11  | Jiao Yunxiang        | China                      | x     | 53,32 | x     | Nu au avansat | Nu au avansat | Nu au avansat | 53,32    |
| 12  | Lorna Griffin        | Statele Unite ale Americii | x     | 50,16 | x     | Nu au avansat | Nu au avansat | Nu au avansat | 50,16    |